# 168e méridien ouest
En géographie, le 168e méridien ouest est le méridien joignant les points de la surface de la Terre dont la longitude est égale à 168° ouest.

## Géographie

### Dimensions
Comme tous les autres méridiens, la longueur du 168e méridien correspond à une demi-circonférence terrestre, soit 20 003,932 km. Au niveau de l'équateur, il est distant du méridien de Greenwich de 18 702 km,.
Avec le 12e méridien est, il forme un grand cercle passant par les pôles géographiques terrestres.

### Régions traversées
En commençant par le pôle Nord et descendant vers le sud au pôle Sud, Le 168e méridien ouest passe par:
| Coordonnées           | Pays, territoire ou mer | Notes                                                                            |
| --------------------- | ----------------------- | -------------------------------------------------------------------------------- |
| 90° 00′ N, 168° 00′ O | Océan Arctique          |                                                                                  |
| 71° 49′ N, 168° 00′ O | Mer des Tchouktches     |                                                                                  |
| 66° 33′ N, 168° 00′ O | Mer de Bering           |                                                                                  |
| 65° 43′ N, 168° 00′ O | États-Unis              | Alaska — Péninsule de Seward                                                     |
| 65° 33′ N, 168° 00′ O | Mer de Bering           | Passe juste à l'est de King Island, Alaska, États-Unis (à 64° 58′ N, 168° 02′ O) |
| 53° 33′ N, 168° 00′ O | États-Unis              | Alaska — Île Umnak                                                               |
| 53° 19′ N, 168° 00′ O | Océan Pacifique         | Passe juste à l'est de l'Île Rose, Samoa américaines (à 14° 33′ S, 168° 09′ O)   |
| 60° 00′ S, 168° 00′ O | Océan Austral           |                                                                                  |
| 78° 28′ S, 168° 00′ O | Antarctique             | Dépendance de Ross, Liste des territoires revendiqués par la Nouvelle-Zélande    |